# Patrick Fridenson
Patrick Fridenson, né le 25 février 1944 à Paris est un historien français, spécialiste de l’entreprise Renault et du secteur automobile à l’échelle internationale, et de l’histoire économique de la France contemporaine.
Il est directeur d’études au Centre de recherches historiques (CRH) à l’École des hautes études en sciences sociales, à Paris, depuis 1985.
Il se distingue de nombre de ses pairs par son activité associative, dans le domaine de la recherche historique comme dans le syndicalisme. Il est l’un des pionniers de l’histoire des entreprises.

## Biographie
Né le 25 février 1944 à Paris, il fait ses études secondaires au lycée Marcelin Berthelot de Saint-Maur-des-Fossés, où il a Madeleine Rebérioux comme professeur. Il est deux fois lauréat du concours général en histoire, en 1959 et 1960. Admis à l’École normale supérieure en 1962, il obtient l’agrégation d'histoire en 1966.
Recruté comme assistant en 1968, il est l’un des « précurseurs » dans l’usage des archives d’entreprises, en particulier celles de Renault à laquelle il consacra sa thèse de 3e cycle soutenue à Paris VIII sous la direction de Jean Bouvier, en 1971. Il devient alors maître-assistant à l’université Paris X-Nanterre de 1971 à 1985. Directeur d'études à l'EHESS, il anime depuis un séminaire de recherches consacré aux entreprises.

## Recherche
Patrick Fridenson a été longtemps directeur du Mouvement social, cofondateur et rédacteur en chef de la revue Entreprises et histoire, et membre du comité de rédaction de la Business History Review. 
Il est cofondateur, en 1981, du Groupe d’études et de recherche permanent sur l’industrie et les salariés de l’automobile (GERPISA), groupe associé au CRH.
Il appartient au Comité d'histoire de la ville de Paris et est membre du Comité d'histoire des administrations chargées du travail, de l'emploi et de la formation professionnelle (CHATEFP).
Il est ancien Président de l’Association Française des Historiens Économistes et ancien Président de la Business History Conference, seul universitaire français à avoir exercé cette fonction.
Ses travaux portent essentiellement sur le monde de l'automobile, du travail et sur ses acteurs.
Son champ d'expertise couvre également l'histoire de l'enseignement supérieur et de la recherche en France.

## Activité syndicale
Membre du Syndicat général de l’Éducation nationale (SGEN) depuis les années 1960, il appartient à l'équipe de direction. Il fut secrétaire général du SGEN pour l’enseignement supérieur de 1981 à 1983.

## Responsabilités académiques
Le 27 janvier 2014, Patrick Fridenson a été missionné par la ministre de l'Enseignement Supérieur et de la Recherche, Geneviève Fioraso, pour « préparer la mise en œuvre des mesures législatives visant à améliorer la reconnaissance professionnelle du doctorat » à la suite de la loi relative à l'enseignement supérieur et à la recherche du 22 juillet 2013.

## Publications[3]

### Ouvrages
- (en) Reimagining Business History, avec Philip Scranton, JHU Press, 2013. http://jhupbooks.press.jhu.edu/ecom/MasterServlet/GetItemDetailsHandler?iN=9781421408620&qty=1&viewMode=1&loggedIN=false&JavaScript=y
- Avec Jean-Claude Daumas, Alain Chatriot, Danièle Fraboulet et Hervé Joly (dir.), Dictionnaire historique des patrons français, Paris, Flammarion, 2010.
- Avec Jean-Michel Chapoulie et Antoine Prost (dir.), Mutations de la science et des universités en France depuis 1945, Le Mouvement Social, no 233, octobre-décembre 2010.
- Organisations publiques, organisations marchandes : cultures, évolutions, contestations, Le Mouvement Social, juillet-septembre 2009.
- Culture et politique. Hommage à Madeleine Rebérioux, n° spécial, Le Mouvement Social, avril-septembre 2007.
- Avec Bénédicte Reynaud (dir.), La France et le temps de travail, 1814-2004, Paris, Odile Jacob, 2004.
- Avec Vincent Duclert et Rémi Fabre,(dir.) Avenirs et avant-gardes en France XIXe siècle-XXe siècles. Hommage à Madeleine Rebérioux, Paris, La Découverte, 1999, 439 p.
- Histoire des usines Renault, t. 1, 2e éd. revue, Paris, Éditions du Seuil, 1998, 359 p.  (ISBN 2020026724)

### Articles
- GPS, in Gérard Azoulay et Dominique Pestre (dir.), C'est l'espace ! 101 savoirs, histoires et curiosités, Paris, Gallimard, 2011, p. 167-169
- « Variations pour une histoire différente des relations entre confiance et marché à l'époque contemporaine », in Armand Hatchuel, Olivier Favereau, Franck Aggeri (dir.), L' activité marchande sans le marché ?, Paris, Presses des Mines, 2010, p. 77-88.
- (en) « Corporate culture in French automobile industry : the changes from 1944 to 2004 », in Manfred Grieger, Ulrike Gutzmann, Dirk Schlinkert (eds.), Towards mobility. Varieties of automobilism in East and West, Wolfsburg, Verlag der Historischen Kommunikation, 2009, p. 165-174
- « Les entreprises automobiles sous l’Occupation », in Olivier Dard, Jean-Claude Daumas et François Marcot (dir.), L’Occupation, l’État français et les entreprises, Paris, Association pour le développement de l’histoire économique, 2000, p. 317-329.
- « Première rencontre entre Louis Renault et Hitler ”, Renault-Histoire, juin 1999, p. 8-18
- (en) « France : the relatively slow development of big business », in Alfred D. Chandler Jr., Franco Amatori and Takashi Hikino (eds.), Big business and the wealth of nations, Cambridge, Cambridge University Press, 1997, p. 207-245.

### Divers
- Mémoires industrielles II. Berliet, le camion français est né à Lyon, cédérom, Paris, Éditions de la Maison des Sciences de l'Homme, Syrinx, 2001.

## Distinctions
- Officier de la Légion d'honneur (2012)[21].
- 2018 : Honorary Foreign Member Award, American Historical Association